# HI-OSF/1-MJ
HI-OSF/1-MJは、1990年代にHITAC Mシリーズ大型汎用機、HITAC Sシリーズスーパーコンピューター向けに開発されたオペレーティングシステムである。OSF/1に準拠しMach 2.5のマイクロカーネルを実装していたPOSIX準拠のUNIX OS であった。

## 歴史
1992年にバージョン1を出荷。M-880、M-860シリーズを中心に展開した。ベクトル型スーパーコンピューターSシリーズ(S-820、S-3800、S-3600)は東京大学大型計算機センターのS-3800化により出荷が加速、HI-OSF/1-MJはスーパーコンピューター向けOSとして評価が
確立した。1996年出荷開始のHPC SR2001、SR2201シリーズの好調な出荷によりHI-UX/MPPにその使命を渡した。

### 主な稼動センタ
- 1993年　S-3800/480　東京大学大型計算機センター
- 1993年　S-3800/180　気象研究所
- 1994年　S-3800/380　東北大学金属材料研究所
- 1994年　S-3800/380　北海道大学大型計算機センター
- 1995年　S-3800/480　東北大学金属材料研究所
- 1995年　S-3800/480　気象庁

## 動作マシン

### 大型汎用機
- M-68Xシリーズ
- M-660シリーズ
- M-880シリーズ
- M-860シリーズ
- MP-5800シリーズ
- MP-5600シリーズ

### スーパーコンピューター
- S-820シリーズ
- S-3800シリーズ
- S-3600シリーズ